# Michael Marmot

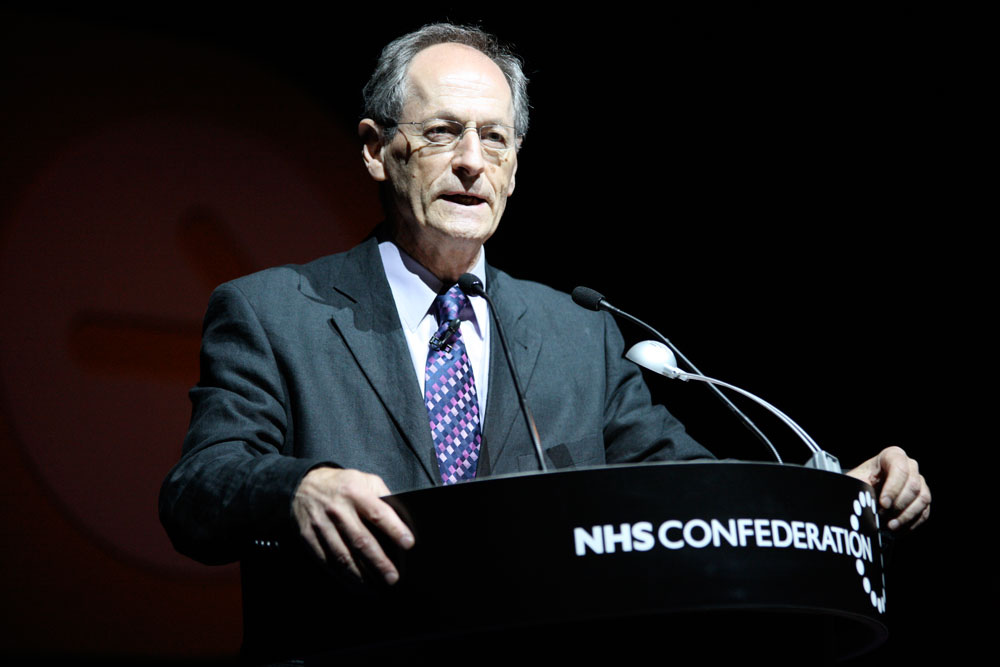
Michael Marmot (2010)

Michael Gideon Marmot (Londen, 26 januari 1945) is een Brits medicus en hoogleraar. Hij is hoogleraar epidemiologie en volksgezondheid aan het University College London.

## Biografie
Marmot bracht zijn jeugd door in Sydney en behaalde zijn artsendiploma aan de universiteit van Sydney in 1968. Aansluitend behaalde hij een Master of Public Health in 1972 en een doctoraat in 1975 aan de universiteit van Californië - Berkeley. In 1985 kreeg hij een docentenmandaat aan de UCL. In 1994 stichtte hij daar het International Institute for Society and Health waarvan hij ook de directeur werd.  Van 2005 tot 2008 zat hij de wereldgezondheidsorganisatie-commissie sociale determinanten van volksgezondheid voor. In 2011 richtte Marmot het UCL Institute of Health Equity op.

## Onderzoek
Inzicht in de impact van preventie op de volksgezondheid verwierf hij met de Whitehall-onderzoeken, een survey waarbij 18.000 Britse ambtenaren tien jaren lang werden opgevolgd. Hij toonde een subtiele correlatie tussen de sociale status en ambtenaarsrang enerzijds en de gezondheid anderzijds aan.  Michael Marmot verwierf wereldwijd aanzien met de publicatie van zijn inzichten over de grote verschillen in gezondheid van de wereldbevolking en de oorzaken daarvan. De studie van de sociale epidemiologie leidde wereldwijd en in verschillende landen tot een aanpak van ongelijkheden in de volksgezondheid, waarbij de door hem ontwikkelde Marmot Review als leidraad wordt toegepast.

## Erkenning
In 1996 werd hij fellow van het Royal College of Physicians, in 1998 werd hij stichtend fellow van de Britse Academy of Medical Sciences. In 2004 was hij de laureaat van de Balzanprijs epidemiologie. Hij is lid en was enige tijd vicevoorzitter van de Academia Europaea. In 2008 won hij de William B. Graham Prize for Health Services Research en werd hij Doctor honoris causa aan de Université libre de Bruxelles. Sinds 2010 is hij Honorary Fellow van de British Academy. Een volgende eredoctoraat wachtte hem onder meer in Lima, Peru in 2011 van de Universidad Peruana Cayetano Heredia en in 2012 van de Engelse Northumbria University. In 2014 ontving hij een dertiende eredoctoraat, ditmaal van de KU Leuven.